# Bánréve (nádraží)
Bánréve je železniční stanice v maďarské obci Bánréve, který se nachází v župě Borsod-Abaúj-Zemplén. Stanice byla otevřena v roce 1871, kdy byla zprovozněna trať mezi Miškovcem a slovenským Fiľakovem.

## Provozní informace
Stanice má celkem 2 nástupiště a 3 nástupní hrany. Ve stanici není možnost zakoupení si jízdenky. Provozuje ji společnost MÁV.

## Doprava
Zastavují zde osobní vlaky do Miškovce a Ózdu.

## Tratě
Stanicí prochází tato trať:
- Miškovec–Bánréve–Ózd (MÁV 92)